# Hovborg Sogn

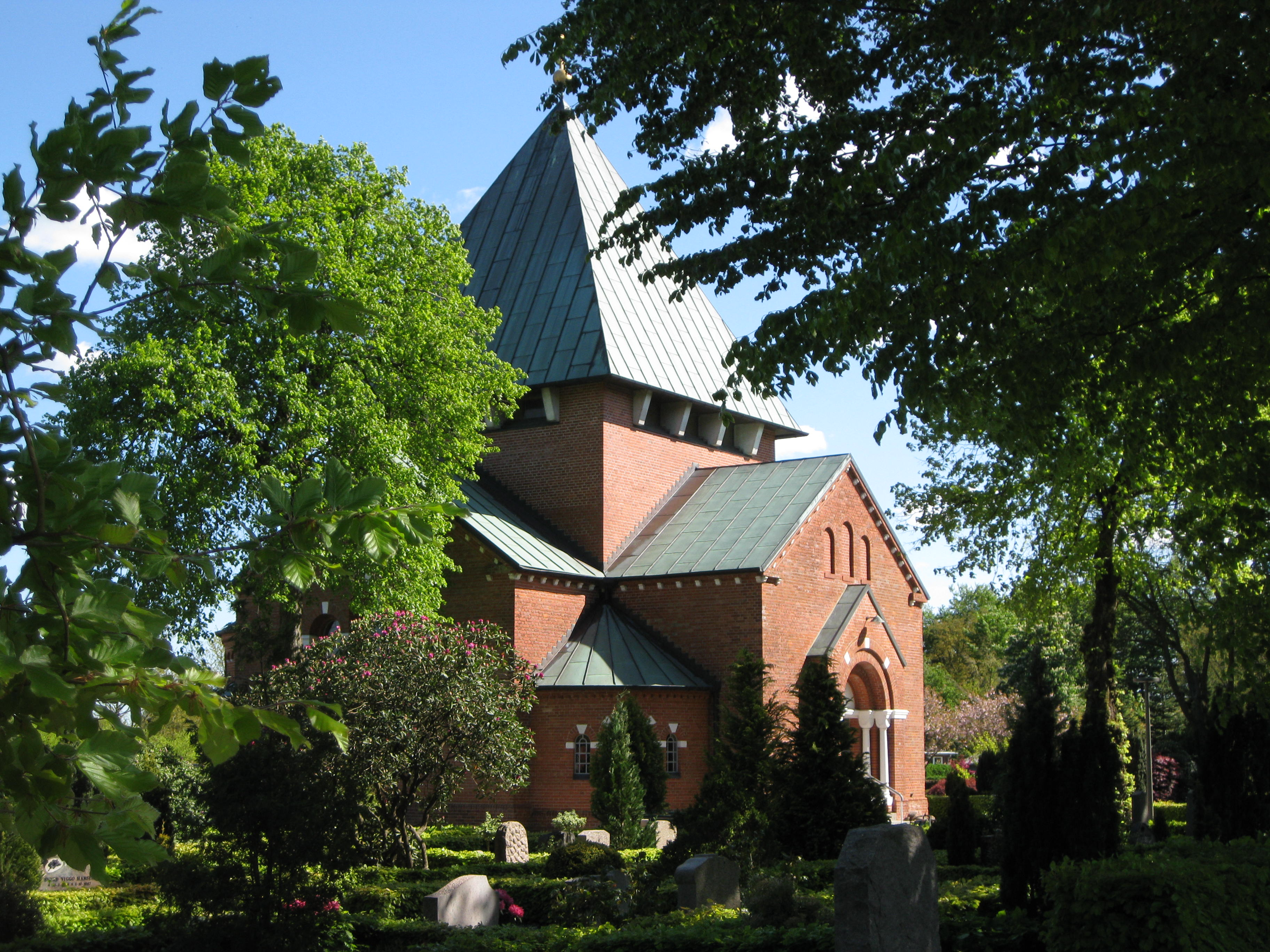
Hovborg Kirke

Hovborg Sogn (bis 1. Oktober 2010: Hovborg Kirkedistrikt  (dt.: Kirchenbezirk) im Lindknud Sogn) ist eine Kirchspielsgemeinde (dän.: Sogn)  im südlichen Dänemark. Bis zum 1. Oktober 2010 war sie lediglich ein Kirchenbezirk im Lindknud Sogn. Als zu diesem Termin sämtliche Kirchenbezirke Dänemarks aufgelöst wurden, wurde sie ein selbständiges Sogn.
Im Kirchspiel leben 598 Einwohner, davon 382 im Kirchdorf (Stand: 1. Januar 2023). Im Kirchspiel liegt die Kirche „Hovborg Kirke“.

## Geschichte
Bis 1970 gehörte Lindknud Sogn zur Harde Malt Herred im damaligen Ribe Amt, danach zur Holsted Kommune im
erweiterten
Ribe Amt, die im Zuge der  Kommunalreform zum 1. Januar 2007 in der
Vejen Kommune in der Region Syddanmark aufgegangen ist.